# أليشابع
إليشابع أو اليشابع أوإليشبع (بالعبرية אֱלִישֶׁבַע בַּת עַמִּינָדָבاليشبع بت عميندب)هي شخصية توراتية، مذكورة في الكتاب المقدس العبري على أنها زوجة النبي هارون الأخ الأكبر للنبي موسى. وهي ابنة عميناداب وأخت نحشون رئيس سبط يهوذا.  يسجل الكتاب المقدس العبري أن إليشابع وهارون كان لديهم أربعة أبناء: ناداب وأبيهو وأليعازر وإيثامار.
يتكون الاسم العبري من جزأين، "إيلي"" يشير إلى "الله"، و"شبع" تعني "الوفرة أو البركة"، بحيث يمكن ترجمة اسم إليشابع على أنه "بركة الله".
في العهد الجديد في الإصحاح الأول من إنجيل لوقا يذكر إن إليصابات زوجة زكريا وأم يوحنا المعمدان هي من نسل هارون وإليشابع. ويعتقد أن اسم إليزابيث هي الاسم الإنجليزي المحور من إليشابع.
أليشبا هو اسم جنوب آسيوي حديث مشتق من إليشابع، ومن الأمثلة على ذلك الممثلة الباكستانية أليشبا يوسف. ويقال أن اسم إليسا مشتق أيضًا من هذا الاسم.